# Aloe bosseri
Aloe bosseri ist eine Pflanzenart der Gattung der Aloen in der Unterfamilie der Affodillgewächse (Asphodeloideae). Das Artepitheton bosseri ehrt den französischen Botaniker und Agronomen Jean Marie Bosser.

## Beschreibung

### Vegetative Merkmale
Aloe bosseri wächst stammlos oder stammbildend, und sprosst von der Basis. Die Stämme erreichen eine Länge von bis zu 40 Zentimeter. Die zehn bis 15 an ihrer Spitze verschmälerten Laubblätter bilden Rosetten. Die blaugrüne bis gelblich grüne, fein linierte Blattspreite ist 30 bis 70 Zentimeter lang und 4 Zentimeter breit. Der Blattrand hat eine 1 Millimeter breite, weißliche oder rosafarbene Kante. Die Zähne am Blattrand, die auch fehlen können, sind 0,1 bis 0,5 Millimeter lang und stehen 0,5 bis 1 Millimeter voneinander entfernt. Die Blattscheiden weisen eine Länge von etwa 1 Zentimeter auf.

### Blütenstände und Blüten
Der aufrechte oder aufsteigende Blütenstand ist einfach oder besteht aus zwei bis sechs Zweigen. Er erreicht eine Länge von 70 Zentimeter. Die lockeren, zylindrisch Trauben sind etwa 10 Zentimeter lang und bestehen aus 15 bis 20 Blüten. Die eiförmig-spitzen Brakteen weisen eine Länge von 2,5 bis 3,5 Millimeter auf. Die roten, grün gespitzten Blüten stehen an 12 bis 15 Millimeter lange Blütenstielen. Ihre inneren Zipfel sind weißlich. Die Blüten sind 20 bis 25 Millimeter lang. Oberhalb des Fruchtknotens weisen die Blüten einen Durchmesser von 8 Millimeter auf. Ihre äußeren Perigonblätter sind auf einer Länge von 16 bis 21 Millimetern nicht miteinander verwachsen. Die Staubblätter und der Griffel ragen kaum aus der Blüte heraus.

## Systematik und Verbreitung
Aloe bosseri ist auf Madagaskar auf den Kalkklippen der Nordbank der Schlucht des Manambolo-Flusses verbreitet.
Die Erstbeschreibung durch Jean-Bernard Castillon wurde im Jahr 2000 veröffentlicht.

## Nachweise